# Concile de Beth Lapat

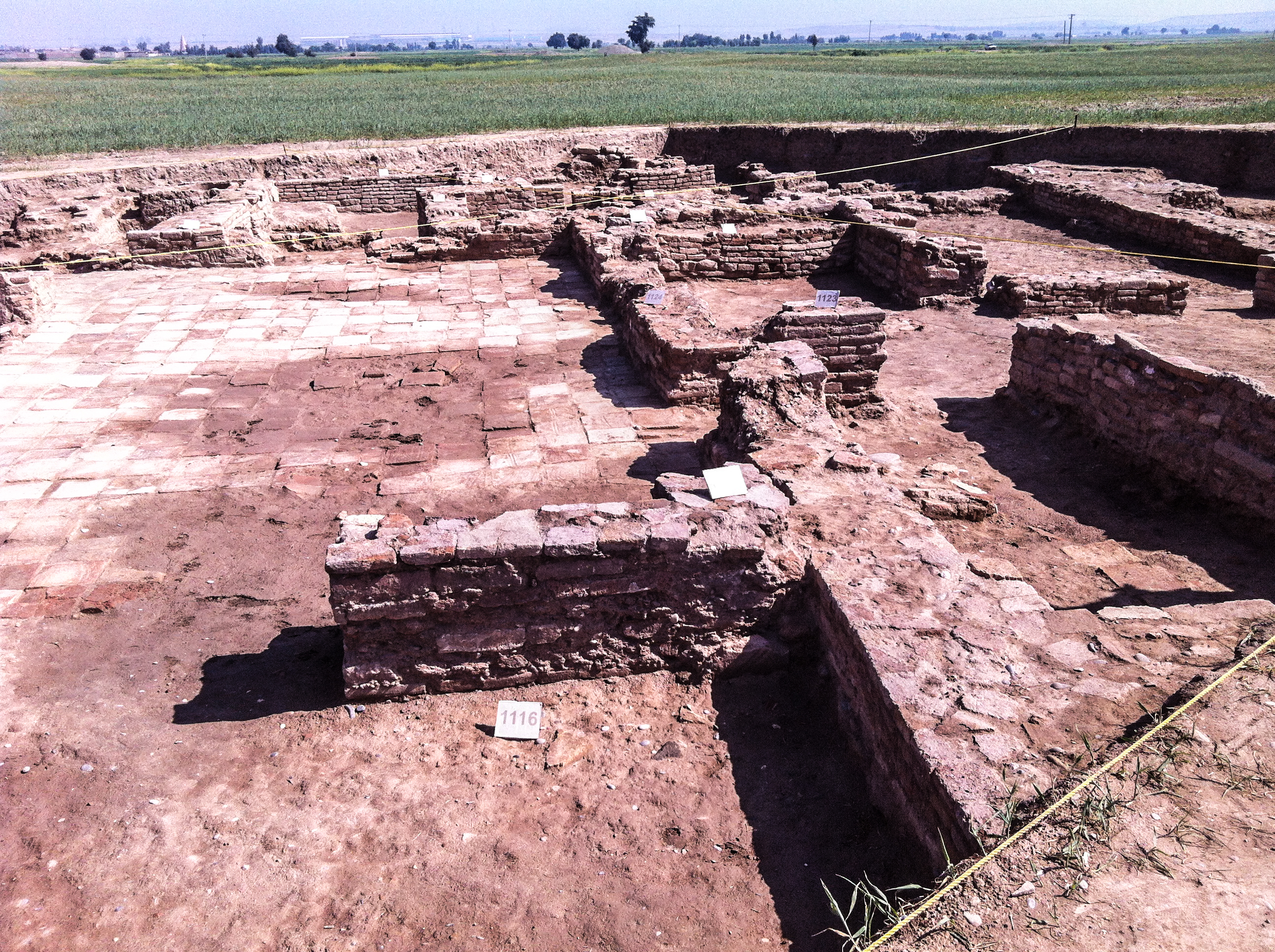
Ceci est une image d'un monument en Iran identifié ID

Le concile de Beth Lapat (aujourd'hui Gundishapur, en Iran) est un concile de l'Église de l'Orient qui eut lieu en 484. Barsauma, métropolite de Nisibe, qui le présidait, y fit prononcer la déposition du catholicos Babowaï, qui répondit en excommuniant les participants.
Ce concile adopta la théologie de Théodore de Mopsueste — inspiratrice du nestorianisme — comme doctrine officielle de l'Église de l'Orient, en rupture avec toutes les Églises de l'Empire byzantin. La conséquence en fut une séparation effective de l'Église de l'Orient de l'Église byzantine, dans l'objectif politique de plaire aux rois perses, alors zoroastriens. On y désapprouva aussi le célibat du clergé, qui allait à l'encontre des coutumes persanes de l'époque. Ce concile n'empêcha d'aiileurs pas une nouvelle persécution anti-chrétienne qui eut lieu peu après. Quelques participants rejoignirent le monophysisme, et, dans le synode de 544 réuni par le catholicos Mar Aba Ier, certaines décisions, notamment l'autorisation du mariage des évêques, furent annulées. Barsaumas affirma ceci : "Quand il y aura une réunion d'évêques dans les villes royales de Séleucie et Ctésiphon et que tous les métropolitains et leurs évêques y seront réunis, je me rendrai là et j'annulerai tout ce qui a été fait dans la ville de Beit Lapat", il semble donc que ce synode soit considéré comme nul.